# NAVO-dubbelbesluit

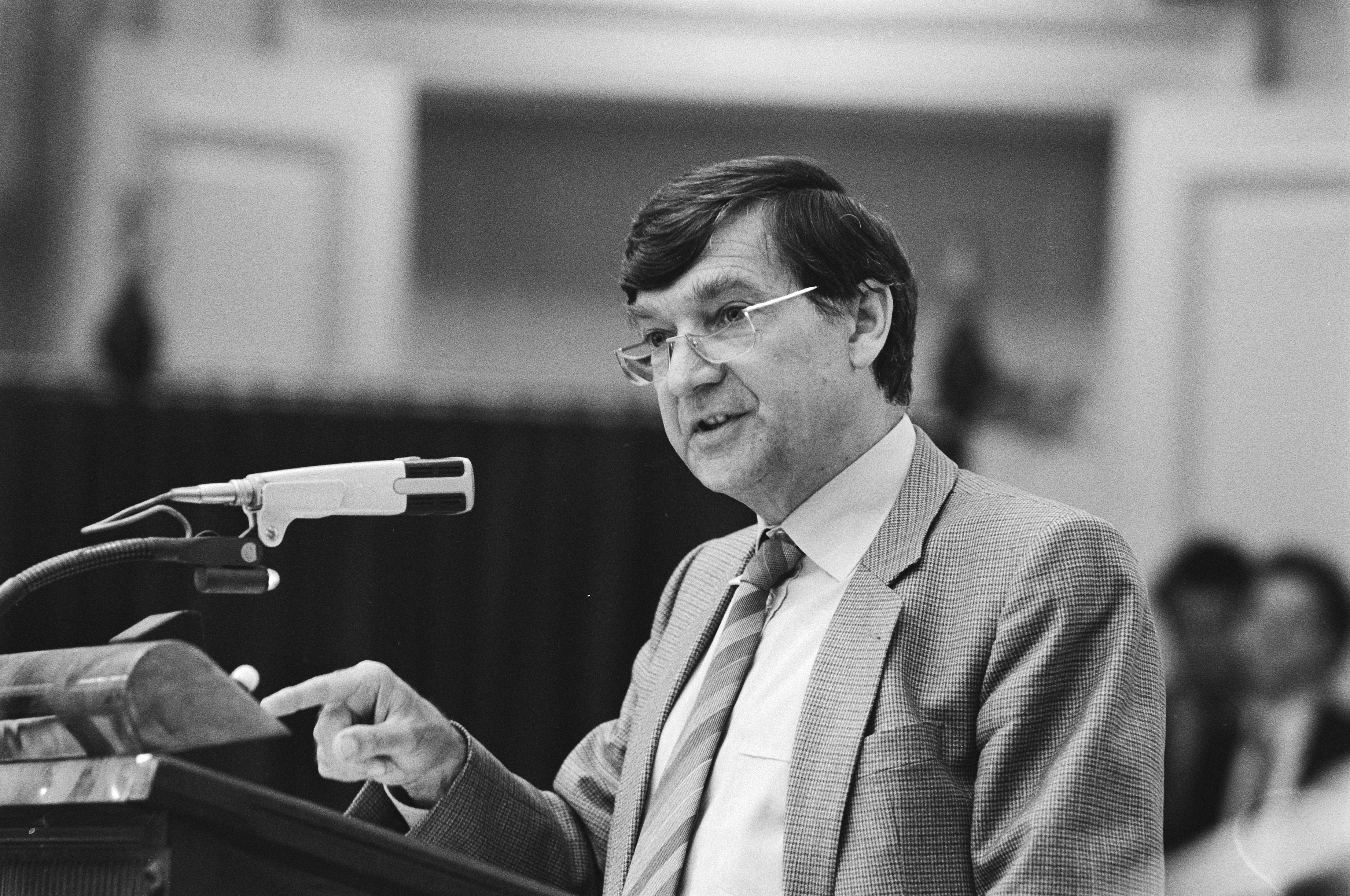
Tweede Kamerlid Joep de Boer (CDA) tijdens een debat over het plaatsen van kruisvluchtwapens in Woensdrecht

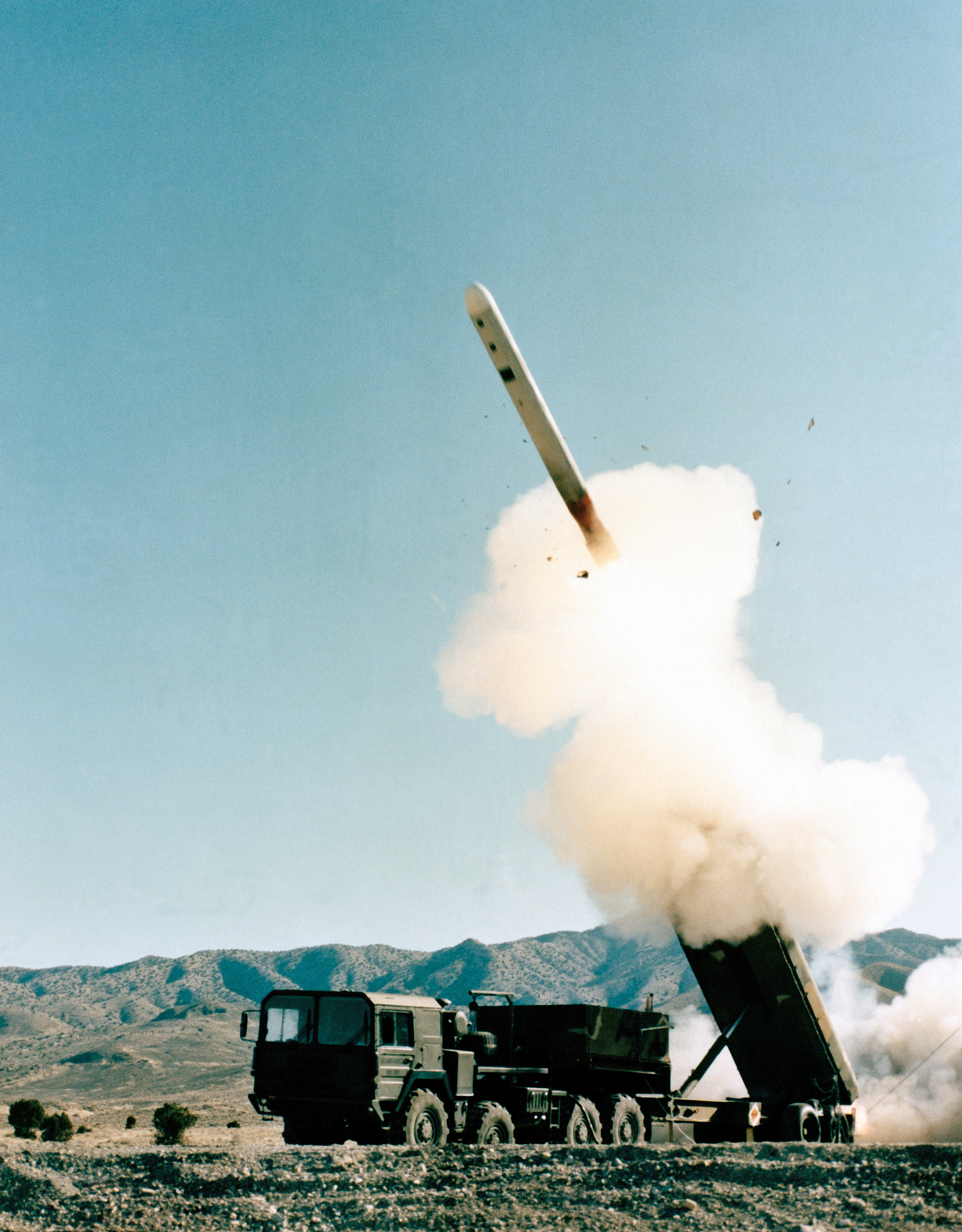
Lancering van een BGM-109G Gryphon, het type kruisvluchtwapen dat op Vliegbasis Woensdrecht gestationeerd zou worden

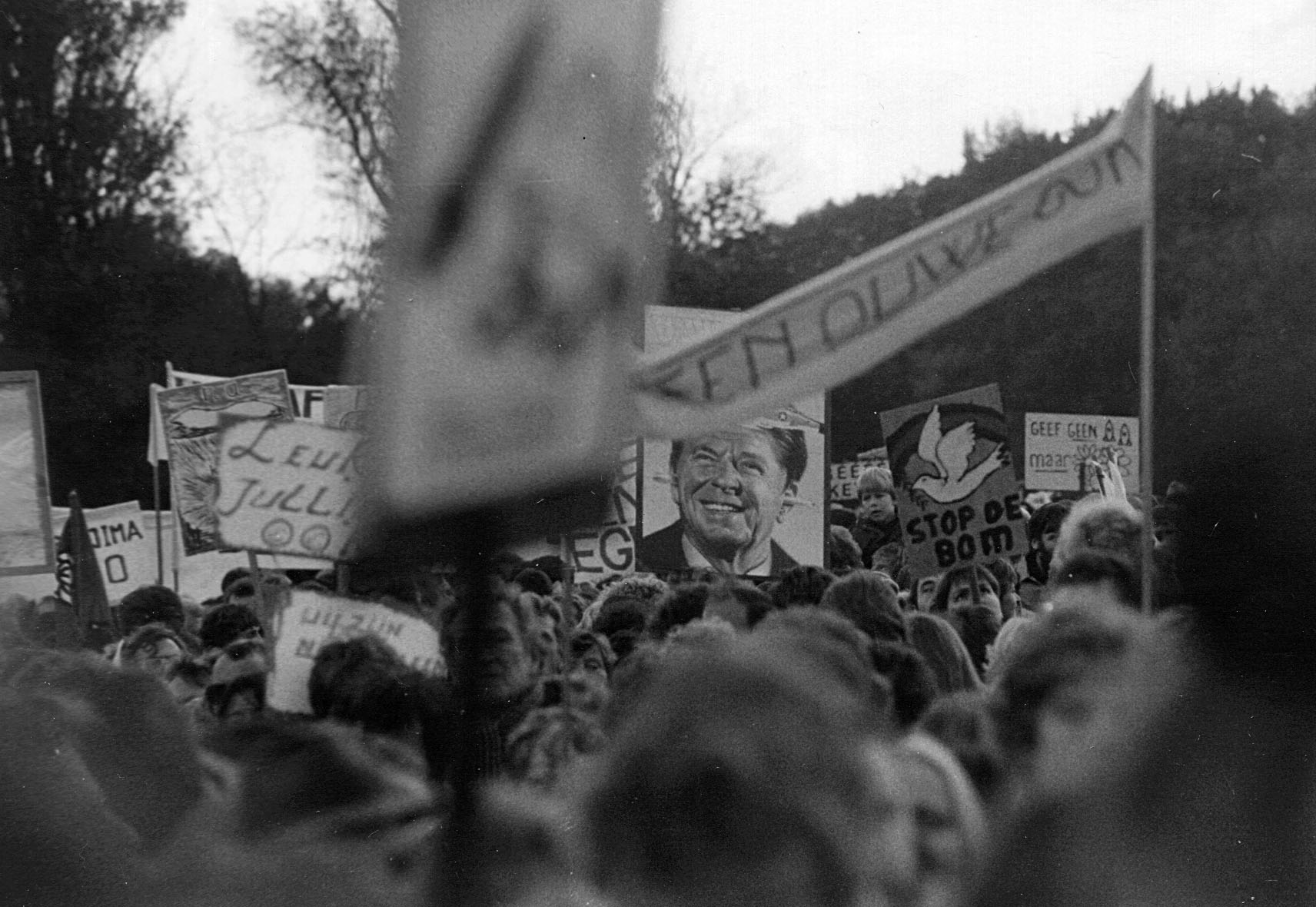
Bij de vredesdemonstratie op 29 oktober 1983 in Den Haag tegen het plaatsen van kruisvluchtwapens deden circa 500.000 mensen mee

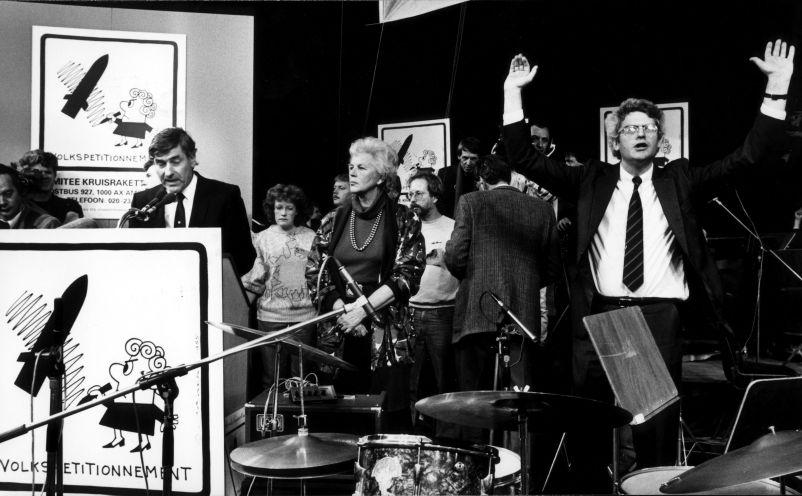
Slotmanifestatie, volkspetitionnement tegen de kruisraketten, Den Haag 26 oktober 1985

Met het NAVO-dubbelbesluit wordt het besluit van de NAVO van 12 december 1979 aangeduid om 572 Amerikaanse middellangeafstandsraketten (kruisvluchtwapens en Pershing II-raketten) met een enkelvoudige kernlading in Europa te plaatsen, als reactie op de stationering van SS-20-raketten door de Sovjet-Unie. Gelijktijdig en daarom kreeg dit besluit de naam dubbelbesluit, zou de Sovjet-Unie het aanbod krijgen over een beperking van deze categorie wapens onderhandelingen te beginnen.

## Aanleiding
Toen medio jaren zeventig de SS-20 werd gestationeerd maakte Bondskanselier Helmut Schmidt van de Bondsrepubliek Duitsland zich grote zorgen. Er waren strategische wapenbesprekingen gaande tussen Verenigde Staten en de Sovjet-Unie, de verwachting was gerechtvaardigd dat er een akkoord zou komen en er evenwicht zou ontstaan op het gebied van strategische wapens. Met de plaatsing van de SS-20 raketten, met een bereik van 2300 kilometer, was er geen vergelijkbaar nucleair evenwicht op middellange afstand in Europa. Er waren twijfels of de Verenigde Staten een aanval met SS-20 raketten op Europa zou willen beantwoorden met hun strategische wapens. Schmidt stelde voor dat de nucleaire afschrikking op alle niveaus zou moeten gelden: korte afstand, middellange afstand, strategische afstand. Een NAVO-reactie was volgens hem noodzakelijk.

## Besluit
In december 1979 nam de NAVO het dubbelbesluit. Besloten werd de raketten in 1983 te stationeren. Het idee was om deze vier jaar te gebruiken teneinde een wapenbeheersingsverdrag op te stellen, waardoor de systemen overbodig zouden worden of in ieder geval hun aantal zou verminderen.

### Raketten
Vanwege hun korte bereik konden de 108 Pershing II-raketten alleen in West-Duitsland gestationeerd worden in militaire bases te Schwäbisch Gmünd, Heilbronn en Neu-Ulm. De vluchttijd naar Moskou was slechts 10 minuten.
Duitsland wilde niet als enige raketten stationeren en besloten werd de 464 Tomahawk-kruisvluchtwapens te verspreiden over vijf NAVO-landen bij zes verschillende militaire bases.
| Aantal | Locatie                | Locatie             |
| ------ | ---------------------- | ------------------- |
| 48     | Vliegbasis Florennes   | België              |
| 112    | Vliegbasis Comiso      | Italië              |
| 48     | Vliegbasis Woensdrecht | Nederland           |
| 96     | RAF Greenham Common    | Verenigd Koninkrijk |
| 64     | RAF Molesworth         | Verenigd Koninkrijk |
| 96     | Wüschheim              | West-Duitsland      |

### Wapenbeheersing
De gesprekken over wapenbeheersing duurden veel langer dan verwacht. In november 1983 kwam de eerste raket in West-Europa aan. Op dat moment stonden er zo'n 250 raketten van het type SS-20 opgesteld. Pas op 7 december 1987 sloten de Verenigde Staten en de Sovjet-Unie het INF-verdrag over de afschaffing van de middellangeafstandsraketten en als gevolg daarvan werden de reeds geplaatste (kruis)raketten teruggetrokken en vernietigd.

## België
Ondanks demonstraties ging de Belgische regering akkoord met de plaatsing van 48 Amerikaanse kruisvluchtwapens. De Vredesoptocht van 1983 – grootste betoging ooit in België – kon niet verhinderen dat in maart 1985 zestien kernraketten gestationeerd werden op de vliegbasis Florennes. Na een vijftal jaar werden ze in uitvoering van het INF-verdrag van 1987 verwijderd en in Amerika vernietigd.

## Nederland: niet geplaatst
De 2 opeenvolgende kabinetten-Van Agt besloten in beginsel tot plaatsing van de 48 kruisvluchtwapens in Nederland, maar nog zonder een datum vast te stellen. Het kabinet-Lubbers I stemde, mede wegens de vele protesten en de maatschappelijke onrust die het besluit met zich meebracht uiteindelijk slechts voorwaardelijk, en met twee jaar uitstel, met het Navo-dubbelbesluit in: Nederland zou kruisraketten plaatsen indien de Sovjet-Unie op 1 november 1985 meer dan 378 SS-20 kernraketten zou hebben gestationeerd.
Op 1 november 1985 besloot het kabinet-Lubbers tot plaatsing van de kruisvluchtwapens op de Vliegbasis Woensdrecht. Echter, als gevolg van de doorbraak die werd bereikt met het INF-verdrag ging deze plaatsing niet door. Zo werd van de vijf beoogde plaatsingslanden Nederland het enige land waar nooit kruisvluchtwapens zijn geplaatst.